# Прескотт, Уильям Хиклинг
Уи́льям Хи́клинг Пре́скотт (William Hickling Prescott, 4 мая 1796, Сейлем (Массачусетс) — 28 января 1859, Бостон) — американский историк, автор фундаментальных работ по истории Испании XV—XVI вв. и испанского завоевания Мексики и Перу.

## Биография и труды

### Семья
Родился в Сейлеме, штат Массачусетс, первенец своих родителей: юриста Уильяма Прескотта-младшего (позднее — сенатор) и Кэтрин Грин Хиклинг. Кроме Уильяма, в семье было ещё шестеро детей, четверо из которых умерли в младенчестве. Дед Уильяма — Уильям Прескотт (1726—1795) — герой Войны за независимость США, командовал войсками повстанцев в сражении при Банкер-Хилле. В 1808 году семья переехала в Бостон, где Прескотт обучался у доктора Джона Гарднера, настоятеля епископальной церкви Св. Троицы.

### Обучение
В августе 1811 года Уильям поступил на второй курс юридического факультета Гарвардского колледжа. В результате несчастного случая ослеп на один глаз. Эта проблема будет преследовать учёного всю его жизнь, поскольку напряжённые занятия приведут к полной утрате зрения. (Прескотту приходилось пользоваться услугами чтецов, а свои книги он писал на специальной рамке-транспаранте; также он развил феноменальные способности к запоминанию и мог по памяти воспроизвести до 60 страниц текста.) Окончил университет в 1814 г., после чего совершил путешествие в Европу с 1816 по 1817 год, посетив Англию, Францию, Италию. 4 мая 1820 года он женился на Сьюзен Эймори, у них было четверо детей. После женитьбы решил посвятить себя литературе.

### Первые статьи
В 1821 году Прескотт в North American Review сделал краткий обзор писем лорда Байрона, адресованных папе римскому. Поначалу Уильям хотел посвятить себя итальянской литературе, но благодаря дружбе с Джорджем Тикнором (George Ticknor) занялся историей Испании и Латинской Америки. Тикнор позднее стал его биографом, написав книгу The life of William Hikcling Prescott (Бостон, 1864, переиздана в 1875 году).

### Основные исторические труды. Кончина
В 1837 году в свет выходит «История Фердинанда и Изабеллы» (History of Ferdinand and Isabella) — результат десятилетнего труда, после чего Прескотт сразу стал признанным историком, а его труд пользовался большим успехом у широкого читателя. В частности, Джеймс Фенимор Купер написал под его влиянием свой исторический роман «Мерседес из Кастилии» (1840). В 1843 году выходит в свет его «История завоевания Мексики», написанная при поддержке испанского историка Паскуаля де Гаянгоса-и-Арсе), в 1847 году — «История завоевания Перу». Последняя его работа — «История Филиппа II» осталась незаконченной (том I и II, 1855; том III, 1858): в 1858 году Прескотта поразил инсульт, второй инсульт через год стал причиной его кончины.
В 1859 году были опубликованы его биографические материалы и переписка, ранее не печатавшиеся.
Полное собрание его сочинений вышло в 16 томах под редакцией Дж. Ф. Кирка (J. F. Kirk) в период с 1870 года по 1874 годы. Затем собрание было расширено У. Мунро (W. H. Munro) — 22 тома появилось в свет в 1904 году, переизданы в 1968). Его Письма собраны Роджером Уолкотом (Roger Wolcott) (1925), а его Литературные записи — С. Харви Гардинером (C. Harvey Gardiner) (1961).
Его книги были переведены на многие языки и пользовались большим успехом в XIX веке.

## Научное наследие
Прескотт — классик позитивистской историографии XIX века. Он стремился создавать эпические исторические труды, в которых беспристрастность изложения сочеталась с огромными фактическими данными и литературными достоинствами. Прескотт ввёл в научный оборот большое количество неопубликованных в то время документов из испанских архивов. Немалую роль в популярности его трудов сыграл и факт слепоты автора.
Труды Прескотта вдохновили американского железнодорожного магната Эдварда Айера (1841—1927) на собирание огромной коллекции индейского искусства и библиотеки, содержащей редкие рукописи колониального периода, ставшие основой коллекций Библиотеки Ньюберри в Чикаго и Чикагского музея естественной истории.

## Увековечивание памяти
- В честь историка назван город Прескотт в штате Аризона (основан в 1864 году).
- В Бостоне находится дом-музей Прескотта (он жил в нём с 1845 по 1859 гг.), внесённый в список национальных исторических памятников США[1].
- В Арекипе (Перу) в честь Прескотта назван англо-испанский колледж[2].

## Примечательный факт
- Обучаясь в Гарвардском университете, Прескотт занимал ту же жилую комнату, что и его отец, а потом и его собственный сын[3].

## Труды
- Prescott W. H. History of the reign of Ferdinand and Isabella the Catholic, of Spain. — 3rd ed.. — London, 1841. — 580 p.
- Spain’s Conquest of the Moors, 1840
- Завоевание Мексики Архивная копия от 3 июня 2020 на Wayback Machine (History of the Conquest of Mexico, 1843) // Отечественные Записки. — №№ 1—9. — СПб., 1848.
- Biographical and Critical Miscellanies (1845).
- History of the Conquest of Peru (1847).
- History of the Reign of Philip II (1855-58) — не завершен.
- The Correspondence of William Hickling Prescott (1833—1847). Ed. by Roger Wolcott. Massachusetts Historical Society, 1925.
- The Literary Memoranda of William Hickling Prescott. 2 vols. Ed. by C. Harvey Gardiner. Oklahoma, 1961.
- The Papers of William Hickling Prescott. Ed. by C. Harvey Gardiner. Illinois, 1964.

## Русские переводы
- Завоевание Мексики. — М.: Принципиум, 2021. — 512 с.: ил. — ISBN 978-5-90655-758-2 (сокращ.)
- Завоевание Перу / Вступ. ст. Н. Тимошенко. — М.: Принципиум, 2021. — 336 с.: ил. — ISBN 978-5-90655-759-9 (сокращ.)
- История правления Филиппа II, короля Испании: В 6 ч. — Ч. 1. — М.: Принципиум, 2023. — 320 с.: ил. — ISBN 978-5-90655-780-3.
- История правления Филиппа II, короля Испании: В 6 ч. — Ч. 2. — М.: Принципиум, 2023. — 346 с.: ил. — ISBN 978-5-90655-781-0.